# Femoralpore

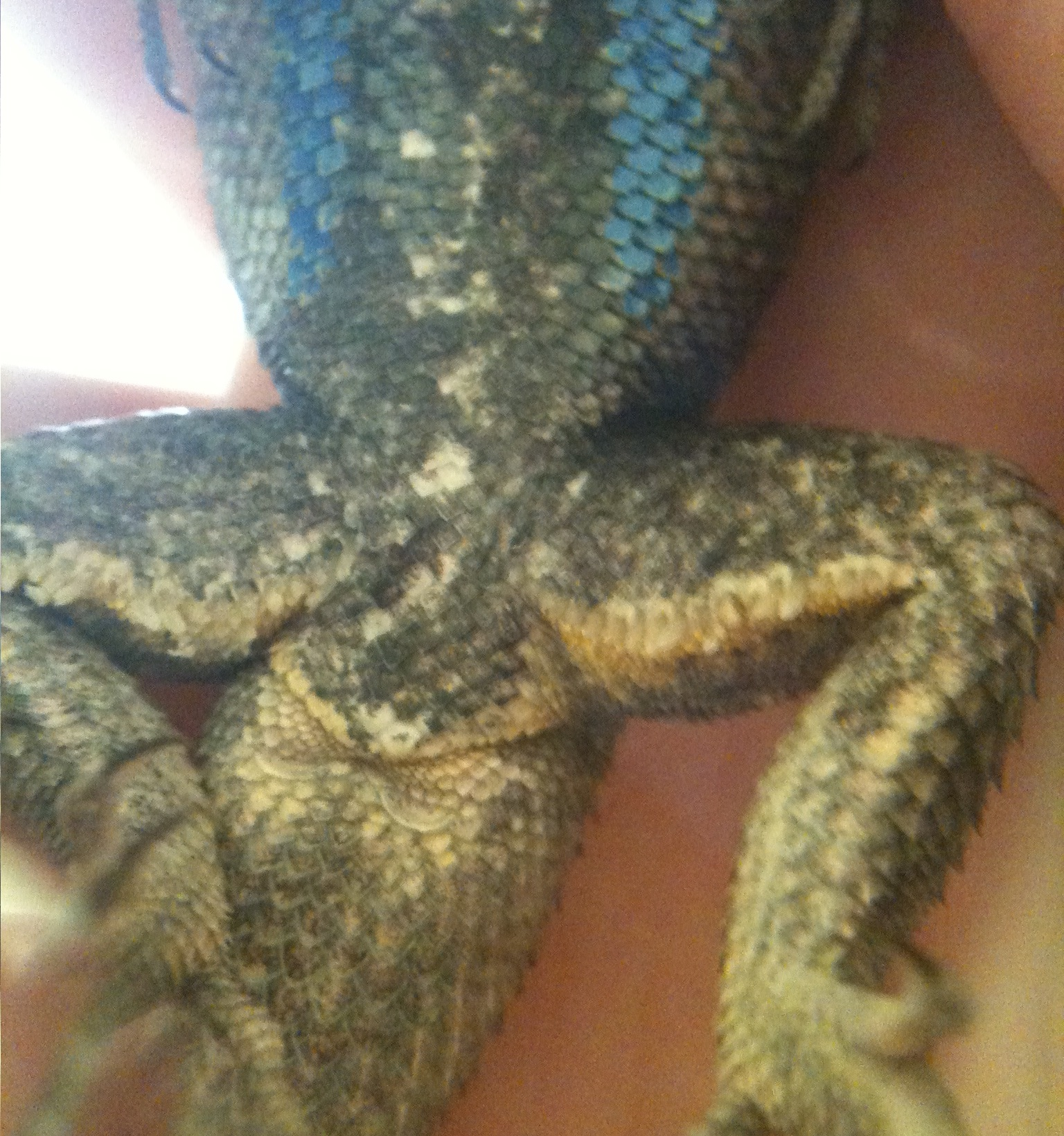
Femoralporen eines männlichen Stachelleguans mit wachsartigem Sekret

Femoralporen sind Hautdrüsen, die bei einigen Echsen auf der Innenseite der Oberschenkel sitzen. Sie sind in der Paarungszeit vor allem bei den Männchen vergrößert. Die von den Femoralporen abgegebenen Sekrete variieren chemisch zwischen den Geschlechtern und Individuen stark und absorbieren zumindest bei einigen Arten wie dem Wüstenleguan Ultraviolettstrahlung. Es wird daher vermutet, dass sie eine Rolle bei der Identifizierung des Geschlechts und möglicherweise verschiedener Individuen innerhalb einer Art spielen.